# قلعه هیروساکی
قلعه هیروساکی (به ژاپنی: 弘前城, Hirosaki-jō) یک قلعه ژاپنی به سبک هیرایاما است که در  هیروساکی، آئوموری در استان آئوموری در ژاپن قرار دارد. این قلعه به خاندان تسوگارو تعلق داشته‌است.